# Тургенев, Афанасий Дмитриевич
Афана́сий Дми́триевич Турге́нев (ок. 1582 — 1646) — русский государственный деятель XVII века, воевода.
Сын Дмитрия Михайловича Тургенева. В 1618 году за осадное сидение 1613 года пожалован вотчиной в Воротынском уезде.
Дворянин московский. В 1618–1619 гг. воевода в Валуйках, в 1630–1631 — в Осколе.
С ноября 1634 по 10 февраля 1637 полковой воевода в Белгороде. Им были восстановлены посад и острог, построены храмы, укреплены крепостные сооружения. Осенью 1635 года начато строительство Белгородской оборонительной черты для защиты южных и юго-западных рубежей от крымских и ногайских татар и турок. В Белгородскую черту вошли 28 городов-крепостей.
В 1645–1646 гг. — воевода в Калуге.

## Дети
Сын — Гаврила Афанасьевич, бездетный, умер еще при жизни отца.
Земельные владения Афанасия Тургенева унаследовали его двоюродные племянники Иван Юрьевич, Василий Борисович, Кузьма Павлович и Григорий Данилович:
Государь пожаловал Афонасьевыми поместьями и вотчинами Ивана Тургенева з братьями и с племянники всем в род, а розделить им те поместьи и вотчины промеж себя полюбовно